# Goetzenbruck
Goetzenbruck és un municipi francès, situat al departament del Mosel·la i a la regió del Gran Est. L'any 2007 tenia 1.709 habitants.

## Demografia

### Població
El 2007 la població de fet de Goetzenbruck era de 1.709 persones. Hi havia 706 famílies, de les quals 188 eren unipersonals (88 homes vivint sols i 100 dones vivint soles), 237 parelles sense fills, 245 parelles amb fills i 36 famílies monoparentals amb fills.
La població ha evolucionat segons el següent gràfic:
Habitants censats

### Habitatges
El 2007 hi havia 823 habitatges, 716 eren l'habitatge principal de la família, 52 eren segones residències i 55 estaven desocupats. 705 eren cases i 109 eren apartaments. Dels 716 habitatges principals, 590 estaven ocupats pels seus propietaris, 112 estaven llogats i ocupats pels llogaters i 14 estaven cedits a títol gratuït; 3 tenien una cambra, 25 en tenien dues, 104 en tenien tres, 165 en tenien quatre i 419 en tenien cinc o més. 659 habitatges disposaven pel capbaix d'una plaça de pàrquing. A 288 habitatges hi havia un automòbil i a 336 n'hi havia dos o més.

### Piràmide de població
La piràmide de població per edats i sexe el 2009 era:
| Homes | Edats   | Dones |
| ----- | ------- | ----- |
| 0     | 95 o +  | 0     |
| 4     | 90 a 94 | 0     |
| 4     | 85 a 89 | 4     |
| 4     | 80 a 84 | 20    |
| 44    | 75 a 79 | 60    |
| 32    | 70 a 74 | 56    |
| 56    | 65 a 69 | 56    |
| 44    | 60 a 64 | 44    |
| 28    | 55 a 59 | 28    |
| 56    | 50 a 54 | 44    |
| 60    | 45 a 49 | 48    |
| 56    | 40 a 44 | 80    |
| 100   | 35 a 39 | 76    |
| 36    | 30 a 34 | 60    |
| 80    | 25 a 29 | 36    |
| 52    | 20 a 24 | 48    |
| 60    | 15 a 19 | 44    |
| 76    | 10 a 14 | 36    |
| 56    | 5 a 9   | 64    |
| 40    | 0 a 4   | 44    |

## Economia
El 2007 la població en edat de treballar era de 1.100 persones, 799 eren actives i 301 eren inactives. De les 799 persones actives 737 estaven ocupades (420 homes i 317 dones) i 62 estaven aturades (23 homes i 39 dones). De les 301 persones inactives 97 estaven jubilades, 69 estaven estudiant i 135 estaven classificades com a «altres inactius».

### Ingressos
El 2009 a Goetzenbruck hi havia 708 unitats fiscals que integraven 1.698,5 persones, la mediana anual d'ingressos fiscals per persona era de 17.973 €.

### Activitats econòmiques
Dels 57 establiments que hi havia el 2007, 3 eren d'empreses alimentàries, 14 d'empreses de fabricació d'altres productes industrials, 7 d'empreses de construcció, 14 d'empreses de comerç i reparació d'automòbils, 3 d'empreses de transport, 4 d'empreses d'hostatgeria i restauració, 2 d'empreses financeres, 1 d'una empresa immobiliària, 2 d'empreses de serveis, 5 d'entitats de l'administració pública i 2 d'empreses classificades com a «altres activitats de serveis».
Dels 19 establiments de servei als particulars que hi havia el 2009, 1 era una oficina de correu, 1 una oficina bancària, 2 tallers de reparació d'automòbils i de material agrícola, 1 taller d'inspecció tècnica de vehicles, 1 autoescola, 1 paleta, 2 guixaires pintors, 2 fusteries, 2 lampisteries, 1 empresa de construcció, 1 perruqueria i 4 restaurants.
Dels 8 establiments comercials que hi havia el 2009, 1 era, 1 una botiga de més de 120 m², 2 fleques, 1 una fleca, 1 una llibreria, 1 una botiga de material de revestiment de parets i terra i 1 una joieria.
L'any 2000 a Goetzenbruck hi havia 7 explotacions agrícoles.

## Equipaments sanitaris i escolars
El 2009 hi havia 1 farmàcia i 1 ambulància.
El 2009 hi havia 1 escola maternal i 1 escola elemental.

## Poblacions més properes
El següent diagrama mostra les poblacions més properes.